# Minardi M194
El Minardi M194 fue un coche de Fórmula 1 diseñado por Aldo Costa y Gustav Brunner y construido por Minardi para la temporada 1994 de Fórmula 1. Se introdujo en el Gran Premio de Canadá de ese año para reemplazar al Minardi M193B. El coche volvió a estar propulsado por el motor Ford HBD V8.
Los pilotos del equipo Minardi durante 1994 fueron Pierluigi Martini y Michele Alboreto. El piloto de pruebas del equipo fue Luca Badoer.
El M194 sólo conseguiría dos puntos durante sus 11 carreras, ambas cuando Martini terminó en quinto lugar en la segunda carrera del coche, el Gran Premio de Francia. De hecho, el equipo anotó más puntos en 1994 (3 puntos) con el M193B que con el M194. El total combinado de 5 puntos hizo que Minardi solo terminara décimo en el Campeonato de Constructores.
El M194 fue reemplazado para la temporada 1995 por el Minardi M195. Alboreto se retiró y fue sustituido por el piloto de pruebas Badoer.

## Livery
El M194 tenía una decoración azul, naranja y blanca, con el patrocinio principal de Lucchini y Beta Tools.
Durante el Gran Premio de Gran Bretaña, el coche circulaba con las palabras "Italia IN - Ireland OUT", en respuesta a la eliminación de Irlanda de la Copa Mundial de Fútbol de 1994 y a la provocación de Eddie Jordan en la carrera anterior.

## Resultados
(Clave) (negrita indica pole position) (cursiva indica vuelta rápida)

| Año     | Motor   | Neu. | N.º | Pilotos           | 1   | 2   | 3   | 4   | 5   | 6   | 7   | 8   | 9   | 10  | 11  | 12  | 13  | 14  | 15  | 16  | Puntos | Pos. |
| ------- | ------- | ---- | --- | ----------------- | --- | --- | --- | --- | --- | --- | --- | --- | --- | --- | --- | --- | --- | --- | --- | --- | ------ | ---- |
| 1994    | Ford V8 | G    |     |                   | BRA | PAC | SMR | MON | ESP | CAN | FRA | GBR | GER | HUN | BEL | ITA | POR | EUR | JPN | AUS | 5      | 10.º |
| 1994    | Ford V8 | G    | 23  | Pierluigi Martini |     |     |     |     |     | 9   | 5   | 10  | Ret | Ret | 8   | Ret | 12  | 15  | Ret | 9   | 5      | 10.º |
| 1994    | Ford V8 | G    | 24  | Michele Alboreto  |     |     |     |     |     | 11  | Ret | Ret | Ret | 7   | 9   | Ret | 13  | 14  | Ret | Ret | 5      | 10.º |
| Fuente: |         |      |     |                   |     |     |     |     |     |     |     |     |     |     |     |     |     |     |     |     |        |      |